# Изворотень
Изворотень — деревня в Калининском районе Тверской области. Относится к Михайловскому сельскому поселению.
Расположена в 12 км к северу от Твери, на реке Ведемья, которая впадает здесь в Тверцу. Через деревню проходит автодорога «Глазково—Мухино». К востоку — станция Доронинская на железнодорожной линии «Дорошиха—Васильевский Мох».
В 1997 году — 24 хозяйства, 38 жителей.